# Boutilimit
Boutilimit, (بوتلميت in Arabo), è una città della Mauritania nella Regione di Trarza.
Boutilimit è famosa per il suo artigianato e per la biblioteca, con relativa scuola coranica, con preziosi manoscritti compresa l'unica copia di una grammatica di Averroè.
Vi nacque Moktar Ould Daddah, primo presidente della Mauritania, in carica dal 1960 al 1978.

## Amministrazione

### Gemellaggi
Savigny-le-Temple